# Lucio López Fleming
Lucio López Fleming (Salta, 14 de octubre de 1980) es un abogado y ex–jugador argentino de rugby que se desempeñaba como medio scrum.

## Carrera
Debutó en la primera del Jockey Club de Salta con 18 años en 1999 y al siguiente año se marchó de la provincia para estudiar. Jugó en el SIC y en el medio fue contratado por el Edinburgh Rugby del Pro14 para jugar profesionalmente durante cuatro meses. Se retiró en Jockey en 2018.

## Selección nacional
Integró a los Pumitas que obtuvieron el Sudamericano Juvenil de Rugby 1999.
Fue convocado a los Pumas por primera vez en abril de 2004 para enfrentar a los Teros, en junio jugó contra los Dragones rojos (fue su único encuentro contra una potencia), el año siguiente estuvo en el banco cuando Argentina obtuvo el histórico empate ante los British and Irish Lions por el partido despedida de estos a su Gira de Nueva Zelanda 2005 y disputó su último partido en mayo de 2008 ante el mismo rival de su debut. En total disputó 5 partidos y marcó 20 puntos, productos de 4 tries.

## Palmarés
- Campeón del Sudamericano de Rugby A de 2004 y 2008.
- Campeón del Torneo Nacional de Clubes de 2006 y 2008.
- Campeón del Torneo de la URBA de 2002, 2003, 2004, 2010 y 2011.